# Monument de Fuzûlî (Bakou)
Le monument de Fuzûlî est un monument dédié au poète, écrivain et penseur azerbaïdjanais Fuzûlî, situé à Bakou, sur la place Fuzûlî, devant le bâtiment du théâtre dramatique académique d'Azerbaïdjan.

## Histoire
La statue a été préparée par les sculpteurs azerbaïdjanais Tokay Mammadov et Omar Eldarov entre 1958 et 1963. L'architecte de la statue est Hadji Moukhtarov. L'inauguration du monument a eu lieu en 1962.
L'image de Fuzûlî, créée par Fouad Abdurahmanov pour le bâtiment du musée en 1939, a été officiellement reconnue comme un portrait du poète.